# تی جی هسان
تی جی هسان (به انگلیسی: TJ Hassan) (زاده ۲۳ می ۱۹۸۱) بازیگرانگلیسی است.
از فیلم‌های معروف او می‌توان به بازی در فیلم ساعت‌ها اشاره کرد.